# 55838 Hagongda
55838 Hagongda è un asteroide della fascia principale. Scoperto nel 1996, presenta un'orbita caratterizzata da un semiasse maggiore pari a 2,4345270 UA e da un'eccentricità di 0,1987437, inclinata di 6,86728° rispetto all'eclittica.